# Кравата у шареном излогу
„Кравата у шареном излогу“ је југословенски филм из 1967. године. Режирао га је Берислав Макаровић, а сценарио је писао Миле Станковић.

## Улоге
| Глумац         | Улога |
| -------------- | ----- |
| Борис Бузанчић |       |
| Љубица Јовић   |       |
| Иван Шубић     |       |
| Мирко Војковић |       |